# Guntis Valneris
Guntis Valneris (Riga, 6 september 1967) Is een Letse Internationaal Grootmeester dammen.
Zijn beste resultaten zijn het veroveren van de wereldtitel in 1994 en de Europese titel in 1992 en 2008.
Hij heeft regelmatig in de Nederlandse damcompetitie gespeeld onder andere bij DC Rinsumageest waarmee hij in het seizoen 1998/99 de 2e plaats behaalde. In 2014 en 2016 werd hij tweede achter Aleksandr Schwarzman tijdens de Roethof Open.

## Resultaten in (inter)nationale kampioenschappen

### Jeugdkampioenschappen
Hij werd 	juniorenwereldkampioen in 1984 (met een 7-5 overwinning in de barrage op Hendrik van der Zee), 1985 (met 1 punt voorsprong op nummer 2 Aleksandr Schwarzman) en 1986 (met 3 punten voorsprong op nummer 2 Hendrik van der Zee).

### Europees kampioenschap
Hij nam 12x deel aan het Europees kampioenschap met de volgende resultaten: 
| Jaar | Locatie     | Klassering              | Score                 | W–R-V             |
| ---- | ----------- | ----------------------- | --------------------- | ----------------- |
| 1987 | Moskou      | 6e                      | 13-17                 | 6-5-2             |
| 1992 | Parthenay   | Goud                    | 19-29                 | 10-9-0            |
| 1995 | Lubliniec   | Zilver                  | 19-30                 | 11-8-0            |
| 1999 | Hoogezand   | gedeeld · met Sijbrands | 15-22                 | 7-8-0             |
| 2002 | Domburg     | 4e                      | match om 3e pl. verl. | van Gérard Jansen |
| 2006 | Bovec       | Brons                   | 10-14                 | 4-6-0             |
| 2008 | Tallinn     | Goud                    | 9-13                  | 4-5-0             |
| 2010 | Murzasichle | 10e                     | 9-11                  | 2-7-0             |
| 2012 | Emmen       | Zilver                  | 9-12                  | 3-6-0             |
| 2014 | Tallinn     | 18e                     | 9-11                  | 2-7-0             |
| 2016 | Izmir       | 9e                      | 9-11                  | 1-8-0             |
| 2018 | Moskou      | 14e                     | 9-10                  | 1-8-0             |

Zijn beste klassering in het Europees kampioenschap sneldammen is de 2e plaats in 2007, 2008, 2012 (gedeeld met Aleksandr Georgiev), 2015 en 2017. 

### Wereldkampioenschap
Hij nam deel aan 13 toernooien en 2 matches om het wereldkampioenschap met de volgende resultaten: 
| Jaar | Locatie         | Klassering               | Score                               | W-R-V                      |
| ---- | --------------- | ------------------------ | ----------------------------------- | -------------------------- |
| 1988 | Paramaribo      | 5e                       | 19-25                               | 7-11-1                     |
| 1990 | Groningen       | Zilver                   | 19-27                               | 8-11-0                     |
| 1991 | Tallinn         | Zilver                   | 10-22 tegen Aleksej Tsjizjov        | 0-10-6                     |
| 1992 | Toulon          | 8e                       | 23-29                               | 9-11-3                     |
| 1994 | Den Haag        | Goud                     | 19-27                               | 8-11-0                     |
| 1996 | Jakoetsk        | Zilver                   | in setsysteem verloren van Tsjizjov | 2-2 in sets 0-4 in barrage |
| 1996 | Abidjan         | ged. 4e                  | 11-13                               | 3-7-1                      |
| 2001 | Moskou          | Zilver                   | 16-21                               | 5-11-0                     |
| 2003 | Zwartsluis      | na 3 · barrages om titel | 19-25                               | 7-18-1                     |
| 2005 | Amsterdam       | Zilver                   | 11-14                               | 3-8-0                      |
| 2007 | Hardenberg      | 13e                      | 11-13                               | 2-19-2                     |
| 2011 | Emmeloord / Urk | 5e                       | 19-22                               | 3-6-0                      |
| 2013 | Oefa            | 11e in B-finale          | 9-10                                | 1-8-0                      |
| 2017 | Tallinn         | Brons                    | 11-13                               | 2-9-0                      |
| 2019 | Yamoussoukro    | Brons                    | 19-27                               | 11-8-0                     |
| 2023 | Willemstad      | 10e                      | 21-36                               | 3-15-0                     |
| 2025 | Yaoundé         | Brons                    | 12-22                               | 1-10-0                     |

Hij werd wereldkampioen sneldammen in 2007.